# Royal Rumble (1998)
Royal Rumble 1998 fue la undécima edición del Royal Rumble, un evento pago por visión de lucha libre profesional producido por la World Wrestling Federation (WWF). Tuvo lugar el 18 de enero de 1998 desde el San Jose Arena en San José, California.

## Resultados
- Vader derrotó a The Artist Formerly Known As Goldust (c/Luna Vachon) (7:47).
  - Vader cubrió a Goldust tras una "Vader Bomb" mientras Luna le agarraba por la espalda.
- Mini Max, Mosaic & Nova derrotaron a Battalion, El Torito & Tarantula (c/Sunny como Special Guest Referee) (7:49).
  - Max cubrió a Torito con un "Cradle".
- The Rock derrotó a Ken Shamrock por descalificación reteniendo el Campeonato Intercontinental (10:53).
  - Shamrock ganó en un principio el combate tras cubrir a The Rock tras un "Belly-to-belly Suplex". Sin embargo, tras ser persuadido por The Rock, el árbitro encontró un par de puños americanos que Rock puso en el calzoncillo de Shamrock, obteniendo la victoria por descalificación.
- Legion of Doom (Hawk & Animal) derrotaron a los Campeones en Parejas de la WWF The New Age Outlaws (Road Dogg & Billy Gunn) por descalificación (7:56).
  - NAO fueron descalificados después de que Road Dogg golpeara a Animal con una silla de acero cuando Hawk estaba contando a Billy Gunn.
- Steve Austin ganó la Royal Rumble 1998 (55:24).
  - Austin eliminó finalmente a The Rock, ganando la lucha.
  - Mike Tyson estaba presente en el encuentro.
- Shawn Michaels (c/Triple H y Chyna) derrotó a The Undertaker en un Casket match reteniendo el Campeonato de la WWF (20:37).
  - Michaels ganó el combate después de que Kane aplicara una "Chokeslam" a Undertaker, introduciéndole dentro del ataúd.
  - Durante el combate, Michaels cayó de espaldas fuera del ring, golpeándose en la espalda con el ataúd causándose la hernia de sus dos discos y aplastándose uno completamente, conduciendo a su parada de cuatro años como luchador en activo de la WWF.
  - Durante el combate, The New Age Outlaws y The Boricuas interfirieron atacando a Undertaker.
  - Luego de la lucha, Kane y Paul Bearer cerraron el ataúd con llave con el Undertaker adentro (kayfabe), para luego rociarle gasolina y prenderle fuego.

## Royal Rumble entradas y eliminaciones

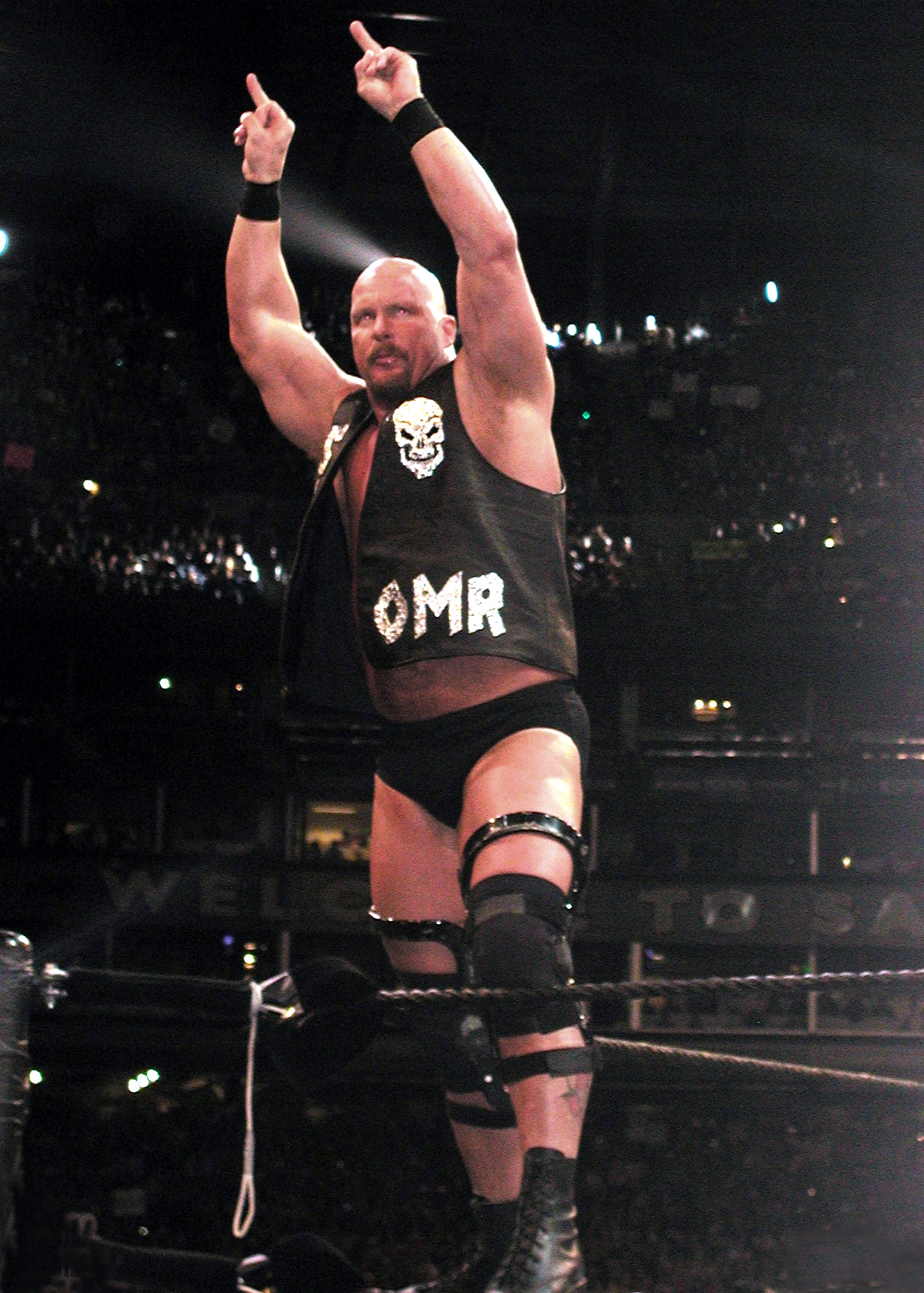
Steve Austin, ganador de la Royal Rumble 1998.

Cada superestrella entraba cada 2 minutos.
| Entradas | Entradas           | Eliminado por | Eliminado por                        | Tiempo |
| -------- | ------------------ | ------------- | ------------------------------------ | ------ |
| 1        | Cactus Jack        | 2             | Chainsaw Charlie                     | 09:41  |
| 2        | Chainsaw Charlie   | 6             | Mankind                              | 25:19  |
| 3        | Tom Brandi         | 1             | Cactus Jack & Chainsaw Charlie       | 00:12  |
| 4        | The Rock           | 29            | Austin                               | 51:32  |
| 5        | Mosh               | 3             | Kurrgan                              | 13:09  |
| 6        | Phineas Godwinn    | 13            | Henry                                | 28:48  |
| 7        | 8-Ball             | 15            | Austin                               | 30:43  |
| 8        | Blackjack Bradshaw | 16            | Dude Love                            | 35:45  |
| 9        | Owen Hart          | 10            | Triple H & Chyna                     | 2:00   |
| 10       | Steve Blackman     | 4             | Kurrgan                              | 05:58  |
| 11       | D'Lo Brown         | 17            | Faarooq                              | 32:21  |
| 12       | Kurrgan            | 5             | 8-Ball, Phineas, Bradshaw & Shamrock | 03:38  |
| 13       | Marc Mero          | 14            | Austin                               | 19:40  |
| 14       | Ken Shamrock       | 9             | Rock                                 | 09:15  |
| 15       | Thrasher           | 19            | Austin                               | 28:08  |
| 16       | Mankind            | 7             | The Artist Formerly Known As Goldust | 02:40  |
| 17       | Goldust            | 24            | Chainz                               | 26:04  |
| 18       | Jeff Jarrett       | 8             | Hart                                 | 01:05  |
| 19       | The Honky Tonk Man | 18            | Vader                                | 19:55  |
| 20       | Ahmed Johnson      | 12            | Henry & Brown                        | 03:18  |
| 21       | Mark Henry         | 26            | Faarooq                              | 19:07  |
| 22       | Skull              | 11            | Estaba incapacitado para luchar      | 00:00  |
| 23       | Kama Mustafa       | 20            | Austin                               | 13:58  |
| 24       | Steve Austin       | -             | Ganador                              | 15:58  |
| 25       | Henry Godwinn      | 23            | Dude Love                            | 11:32  |
| 26       | Savio Vega         | 21            | Austin                               | 09:29  |
| 27       | Faarooq            | 28            | Rock                                 | 12:05  |
| 28       | Dude Love          | 27            | Faarooq                              | 07:53  |
| 29       | Chainz             | 25            | Austin                               | 04:56  |
| 30       | Vader              | 22            | The Artist Formerly Known As Goldust | 02:16  |

1. ↑  Antes de ingresar a la lucha fue atacado por Jeff Jarrett.
2. ↑  HHH y Chyna no participaron en la lucha, pero despues de eliminar a Hart, HHH lo ataco con muletas.

## Otros roles
| Comentaristas - Jerry "The King" Lawler - Jim Ross Comentaristas en Español - Carlos Cabrera - Tito Santana Comentaristas en Francés - Jean Brassard - Raymond Rougeau Entrevistador - Michael Cole | Árbitros - Jim Korderas - Mike Chioda - Jack Doane - Earl Hebner - Tim White Otros - Howard Finkel - Anunciador |